# 1588.
◄ | 15. stoljeće | 16. stoljeće | 17. stoljeće | ►
◄ | 1550-ih | 1560-ih | 1570-ih | 1580-ih | 1590-ih | 1600-ih | 1610-ih | ►
◄◄ | ◄ | 1585. | 1586. | 1587. | 1588. | 1589. | 1590. | 1591. | ► | ►►
Arhitektura • Astronomija • Glazba • Kazalište • Kiparstvo • Knjige • Književnost • Kršćanstvo • Medicina • Politika • Pravo • Promet • Slikarstvo • Znanost

## Rođenja
- 5. travnja – Thomas Hobbes, engleski filozof († 1679.)

## Smrti
- 4. travnja, Fridrik II. Danski, kralj Danske i Norveške

## Vanjske poveznice
|  | Zajednički poslužitelj ima još gradiva o temi 1588. |